# Кофанов, Григорий Ефимович
Григорий Ефимович Кофанов (13.02.1906—03.05.1988) — командир пулемётного расчёта 1-й пулемётной роты 277-го стрелкового Карельского Краснознамённого полка (175-я стрелковая Уральско-Ковельская Краснознамённая ордена Кутузова дивизия, 125-й стрелковый корпус, 47-я армия, 1-й Белорусский фронт), старший сержант, участник Великой Отечественной войны, кавалер ордена Славы трёх степеней.

## Биография
Родился 13 февраля 1906 года в селе Спеваковка ныне Новоайдарского района Луганской области в крестьянской семье. Русский. Окончил Балтский педагогический техникум в 1938 году. Окончил 2 класса. Работал в домашнем хозяйстве, батрачил. Затем вступил в колхоз. С 1936 года работал трактористом.
В Красной Армии с августа 1941 года. С сентября 1941 года – в действующей армии. Воевал в составе Западного, Центрального, Белорусского, 2-го Белорусского и 1-го Белорусского фронтов. Принимал участие в оборонительном сражении на западном направлении, Курской битве, Орловской наступательной операции, освобождении Левобережной Украины, битве за Днепр, Гомельско-Речицкой, Люблин-Брестской, Варшавско-Познанской, Восточно-Померанской и Берлинской наступательных операциях. В боях пять раз был ранен.
В боях город Ковель Волынской области (Украина) 24 марта 1944 года станковый пулемётчик 3-й стрелковой роты красноармеец Кофанов огнём своего станкового пулемёта подавил 3 огневые точки противника и уничтожил 5 немецких солдат. В ночь на 2 апреля 1944 года, будучи сам раненым, вынес из боя раненого командира роты старшего лейтенанта Слюсаря. Приказом командира полка награждён медалью «За отвагу».
В жарких боях на подступах к городу Варшава (Польша) 10 сентября 1944 года командир пулемётного расчёта Кофанов действовал смело и решительно. Выбрал удобную позицию и вёл огонь по огневым средствам и живой силе на переднем крае врага. Был ранен, но не покинул поля боя и продолжал выполнять боевую задачу.
Приказом командира 175-й стрелковой дивизии полковника Выдригана З. П. 11 сентября 1944 года сержант Кофанов Григорий Ефимович награждён орденом Славы 3-й степени.
В ходе Варшавско-Познанской наступательной операции при форсировании реки Висла (южнее города Варшава, Польша) Григорий Кофанов в числе первых переправился со своим расчётом через реку и открыл огонь по контратакующему противнику. Огнём пулемёта было уничтожено 13 немецких солдат. В ходе дальнейшего наступления 31 января 1945 года выдвигающийся батальон был атакован противником. Григорий Кофанов занял позицию на фланге и открыл огонь, заставив залечь вражескую пехоту. Вновь был ранен, но продолжал вести огонь. Преследуя отходящего противника, захватил в плен офицера и 6 солдат врага.
Приказом командующего 47-й армией от 11 марта 1945 года старший сержант Кофанов Григорий Ефимович награждён орденом Славы 2-й степени.
В ходе Восточно-Померанской наступательной операции 17 февраля 1945 года противник внезапно атаковал боевой порядок батальона. Григорий Кофанов с расчётом быстро изготовился к бою и открыл кинжальный огонь по наступающему врагу. Точным огнём пулемёта было уничтожено более 20 немецких солдат, остальные отступили. Будучи в очередной раз раненым, командир расчёта не покинул поля боя и продолжал управлять расчётом. Решительные действия пулемётчиков обеспечили успешное отражение атаки. 
Указом Президиума Верховного Совета СССР от 31 мая 1945 года за образцовое выполнение боевых заданий командования на фронте борьбы с немецкими захватчиками и проявленные при этом доблесть и мужество старший сержант Кофанов Григорий Ефимович награждён орденом Славы 1-й степени.
В ноябре 1945 года старшина Кофанов демобилизован. Вернулся в родное село Спеваковка. Работал в колхозе трактористом, заведующим фермой, заместителем председателя колхоза.
Умер 3 мая 1988 года.

## Награды
- Орден Отечественной войны I степени (11.03.1985)[7]
- Полный кавалер ордена Славы:
  - орден Славы I степени (31.05.1945)[8];
  - орден Славы II степени (11.03.1945)[9];
  - орден Славы III степени (11.09.1944)[10];
- медали, в том числе:
  - «За отвагу» (20.06.1944)[11]

- - «В ознаменование 100-летия со дня рождения Владимира Ильича Ленина» (6 апреля 1970)
  - «За победу над Германией в Великой Отечественной войне 1941—1945 гг.» (9 мая 1945)[12]
  - «За освобождение Варшавы» (9.6.1945)
  - «За взятие Берлина» (9.5.1945)
  - «20 лет Победы в Великой Отечественной войне 1941—1945 гг.» (7 мая 1965[13])
  - «30 лет Победы в Великой Отечественной войне 1941—1945 гг.»[14]
  - 40 лет Победы в Великой Отечественной войне 1941—1945 гг.[15]
  - «50 лет Вооружённых Сил СССР» (26 декабря 1967[16])
- Знак «25 лет победы в Великой Отечественной войне» (1970)

## Память
- На могиле установлен надгробный памятник
- Его имя увековечено в Главном Храме Вооружённых сил России, и навсегда запечатлено на мемориале «Дорога памяти»